# Isandlwana
La montagna Isandlwana (ísanˈdɮwáːna, in passato chiamata Isandhlwana o Isandula) è situata nella provincia sudafricana di KwaZulu-Natal e fa parte della catena montuosa dei Monti dei Draghi. Alta 1.284 m, è situata 169 km a nord-ovest di Durban e 16 km a sud-est di Rorke's Drift, un guado presso il fiume Mzinyathi.
Il rilievo è noto in relazione alla battaglia che vi si combatté nel 1879 tra le forze britanniche e gli zulu di re Cetshwayo, conclusasi con la vittoria di questi ultimi. L'evento rappresenta la più grande sconfitta subita dall'esercito britannico contro un nemico indigeno.